# 卡尔·威尔逊
卡尔·威尔逊（英語：Carl Wilson，1967年5月31日—），澳大利亚前男子游泳运动员。他曾代表澳大利亚参加1986年英联邦运动会游泳比赛，获得男子4×100米混合泳接力铜牌。